# Sint-Jeronimusvloed
De Sint-Jeronimusvloed in 1514, die ook wel de Sint-Jeroensdagvloed of de Sint-Hiëronymusvloed genoemd wordt, was een van de vele stormvloeden die Nederland trof.

## Gevolgen
- Dijkdoorbraak bij Giessen en Giessendam.
- Nabij de stad Hoorn brak de dijk door. De zee maakte een groot gat in de dijk. Een deel van het land spoelde weg.
- Het Rijnland liep onder water.
- De dijken nabij Spaarndam, Diemen en Muiderberg braken door.
- Vlak bij de steden Rotterdam en Dordrecht kwamen grote stukken land onder water te staan.
- De Langstraat en het Land van Heusden en Altena kwamen onder water te staan.
- Doordat de dijk bij Spaarndam doorbrak kwam Haarlem in een gunstige positie. Er is nu immers een open verbinding met het IJ. Het Hof van Holland wijst de eis van Haarlem echter af en laat de dijk repareren.
- De dijk tussen de Woerdersluis (Spaarndam) en de meest oostelijk gelegen sluis spoelde in zijn geheel weg. Het herstel was zeer kostbaar.

838 · 1014 · 1042 · 1134 · 1163 · 1164 · 1170 · 1196 · 1212 · 1214 · 1219 · 1220 · 1221 · 1248/1249 · 1277 · 1280 · 1282 · 1287 · 1288 (I) · 1288 (II) · 1322 · 1334 · 1362 · 1374 · 1375 · 1377 · 1404 · 1421 · 1424 · 1468 · 1477 · 1509 · 1514 · 1530 · 1532 · 1552 · 1566 · 1570 · 1610 · 1643 · 1651 · 1675 · 1682 · 1686 · 1703 · 1717 · 1726 · 1741 · 1775 · 1776 · 1784 · 1799 · 1808 · 1809 · 1820 · 1825 · 1855 · 1861 (I) · 1861 (II) · 1877 · 1906 · 1916 · 1926 · 1953 · 1962 · 1993 · 1995 · 2006 · 2021